# Quasimesosella
Quasimesosella is een kevergeslacht uit de familie van de boktorren (Cerambycidae). De wetenschappelijke naam van het geslacht werd voor het eerst geldig gepubliceerd in 2006 door Miroshnikov.

## Soorten
Quasimesosella is monotypisch en omvat slechts de volgende soort:
- Quasimesosella ussuriensis (Tsherepanov, 1983)